# Taulihawa
Taulihawa, tegenwoordig Kapilbastu of Kapilvastu, is een stad (Engels: municipality; Nepalees: nagarpalika) in het zuiden van Nepal, en tevens de hoofdstad van het district Kapilvastu. De stad ligt vlak bij de Indiase grens en telt ongeveer 30.000 inwoners.